# María Wonenburger

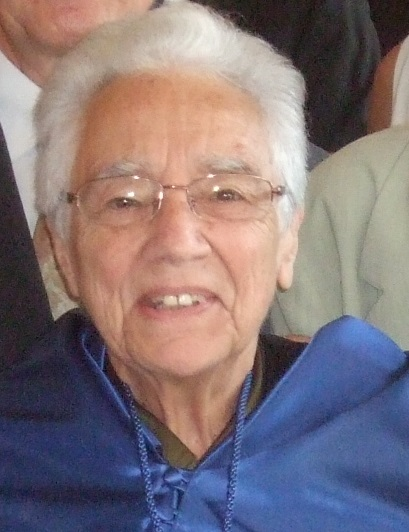
María Wonenburger, 2010

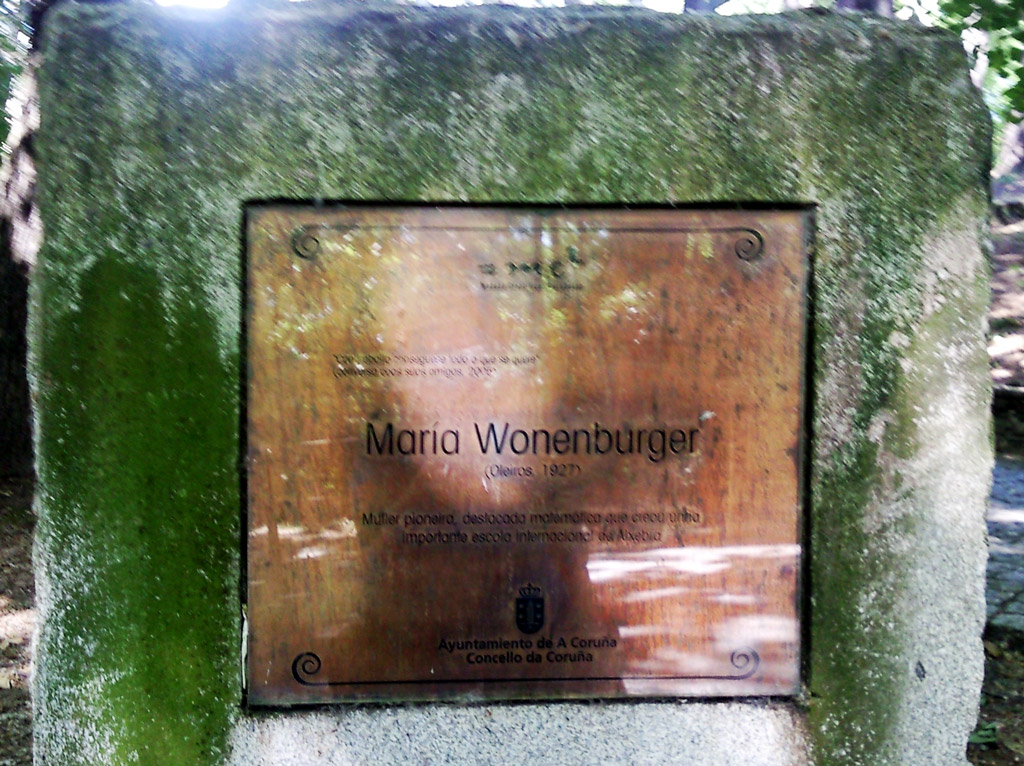
Hommage an María Wonenburger im Park Santa Margarita in A Coruña

María Josepha Wonenburger Planells (* 17. Juli 1927 in Oleiros (Galicien), Spanien; † 14. Juni 2014 in A Coruña, Spanien) war eine spanische Mathematikerin und Hochschullehrerin. Sie war Professorin an der University of Toronto und der Indiana University (Bloomington) und ist bekannt für ihre Arbeiten zur Gruppentheorie. Sie war die erste Spanierin, die für ihre Promotion in Mathematik ein Fulbright-Stipendium erhielt.

## Leben und Werk

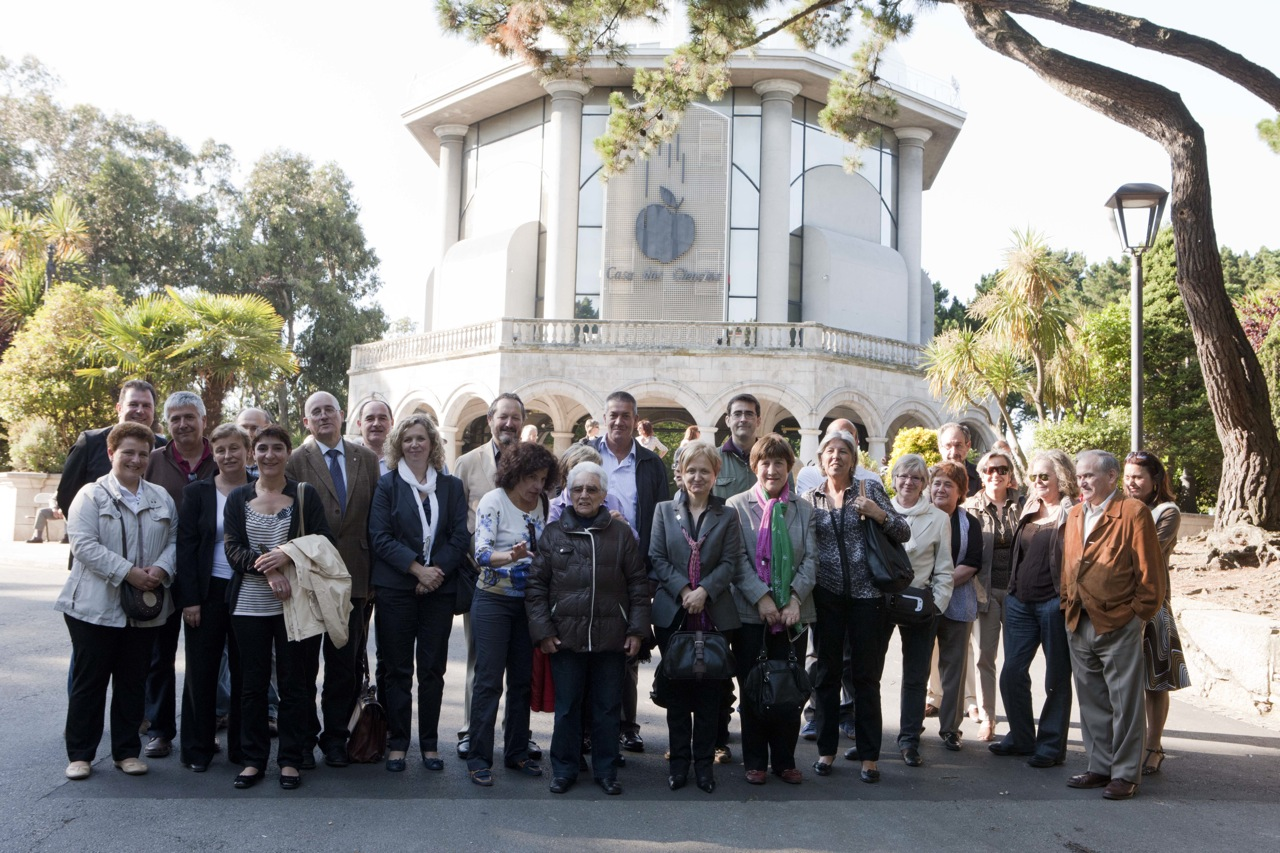
Am 1. Juni 2011, zum 26. Jahrestag der Casa das Ciencias, wurde auf dem Paseo de las Ciencias im Santa Margarida Park ein Monolith eingeweiht, der der galizischen Mathematikerin María Wonenburger gewidmet ist.

Wonenburger war die ältere von zwei Töchtern von Julia und Amparo Planells. Ihr Ururgroßvater väterlicherseits stammte aus dem Elsass (Frankreich) und zog nach Santiago de Compostela. Ihr Großvater zog in die Stadt A Coruña und gründete hier eine Giesserei, die ihr Vater weiterführte. Sie sollte daher Ingenieurwesen studieren, um den väterlichen Betrieb fortzuführen. Sie besuchte das Institut Eusebio da Guarda in Coruña und zog erst ein Jahr nach ihrem Schulabschluss 1944 während der Franco-Diktatur nach Madrid, um an der Universidad Central Mathematik zu studieren. Ein Berufsweg, der damals für Frauen nicht vorgesehen war. 1953 erhielt sie als die erste Spanierin ein Fulbright-Stipendium, um in den Vereinigten Staaten in Mathematik zu promovieren. Sie promovierte 1957 bei Nathan Jacobson an der Yale University mit der Dissertation: On the Group of Similitudes and Its Projective Group.
Sie kehrte 1958 nach Spanien zurück, wo sie ein Stipendium am Jorge Juan Mathematics Institute des Consejo Superior de Investigaciones Científicas (CSIC) erhielt. Da ihre Promotion an der Yale University in Spanien nicht anerkannt wurde, schrieb sie 1960 eine weitere Doktorarbeit am Jorge Juan CSIC Institute of Mathematics unter der Aufsicht von German Ancochea Quevedo: Representación espinorial del grupo unitario.

## Forschung und Anerkennung in Spanien
Sie erhielt 1960 ein Postdoktorandenstipendium, um an der Queen’s University (Kingston) in Ontario, Kanada, zu forschen. 1962 unterrichtet sie als einzige Frau als Assistenzprofessorin an der University of Toronto. Dort betreute sie als ihren ersten Doktoranden Robert Moody, mit dem sie wichtige Ergebnisse zur Struktur von Lie-Algebren erzielte. Ihre Forschung konzentrierte sich hauptsächlich auf die Gruppentheorie und die Theorie der Lie-Algebren. Sie untersuchte die orthogonale Gruppe und die entsprechende projektive Gruppe. Insbesondere forschte sie an Fragen im Zusammenhang mit der Klassifizierung endlicher einfacher Gruppen, einem Thema, das zu dieser Zeit von großem Interesse war. 1966 zog sie in die Vereinigten Staaten, um an der University at Buffalo zu lehren. Von 1967 bis 1983 lehrte sie als ordentliche Professorin an der Indiana University. Aufgrund der Krankheit ihrer Mutter kehrte sie 1983 nach La Coruña zurück.
Wonenburger veröffentlichte zahlreiche Artikel in renommierten Zeitschriften und betreute nach Moody weitere 7 Doktoranden, Stephen Berman, Bette Warren, Edward George Gibson, Robert Crawford, Bobby Fincher, Gary Sherman und Richard Lawrence Marcuson. Trotz ihrer internationalen Relevanz war Wonenburger in Spanien kaum bekannt. Bei einer Internationalen Mathematischen Tagung in den 1990er Jahren in Santiago de Compostela, an der berühmte Algebraiker aus verschiedenen Ländern teilnahmen, war sie nicht anwesend. Die Teilnehmer fragten sich, warum eine Wissenschaftlerin mit derselben Nationalität wie die Gastgeber nicht an diesem Kongress teilgenommen hatte, aber da sie in Spanien nicht bekannt war, hatte sie niemand eingeladen. Ein 2006 veröffentlichter Artikel der beiden Mathematikerinnen María José Souto Salorio und Ana Dorotea Tarrío Tobar, Professoren an der Universität von A Coruña, über Wonenburger, führte zu zahlreichen Auszeichnungen. Die Junta de Galicia schuf 2010 den María Josefa Wonenburger Planells Award zur Anerkennung galizischer Frauen, die in Wissenschaft und Technik tätig sind. Der Rat von Oleiros widmete ihr in ihrer Heimatstadt Montrove einen Park. Die Gleichstellungskommission des Galicischen Kulturrates plante in Zusammenarbeit mit der Universität von Santiago de Compostela und der Universität von Coruña die Konferenz „María Josefa Wonenburger Planells na creation of coñecemento“, als eine Anerkennung ihrer Arbeit und unbestrittenen Einflusses auf die Weiterentwicklung der Mathematik im 20. Jahrhundert.
Wonenburger starb 2014 in A Coruña im Alter von 86 Jahren.
2015 erhielt die Bibliothek der Fakultät für Informatik die Schenkung der Privatbibliothek von María J. Wonanburger Planells, die aus insgesamt 850 Dokumenten wie Monographien, Zeitschriften, Einzelveröffentlichungen und Dissertationen besteht.

## Ehrungen (Auswahl)

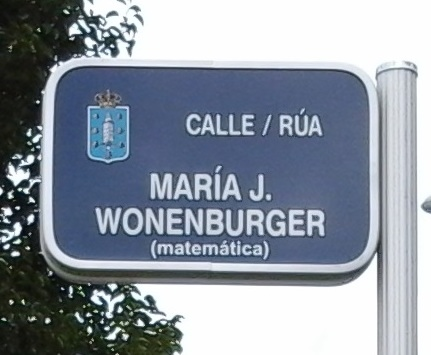
María Wonenburger Straße in der Stadt A Coruña

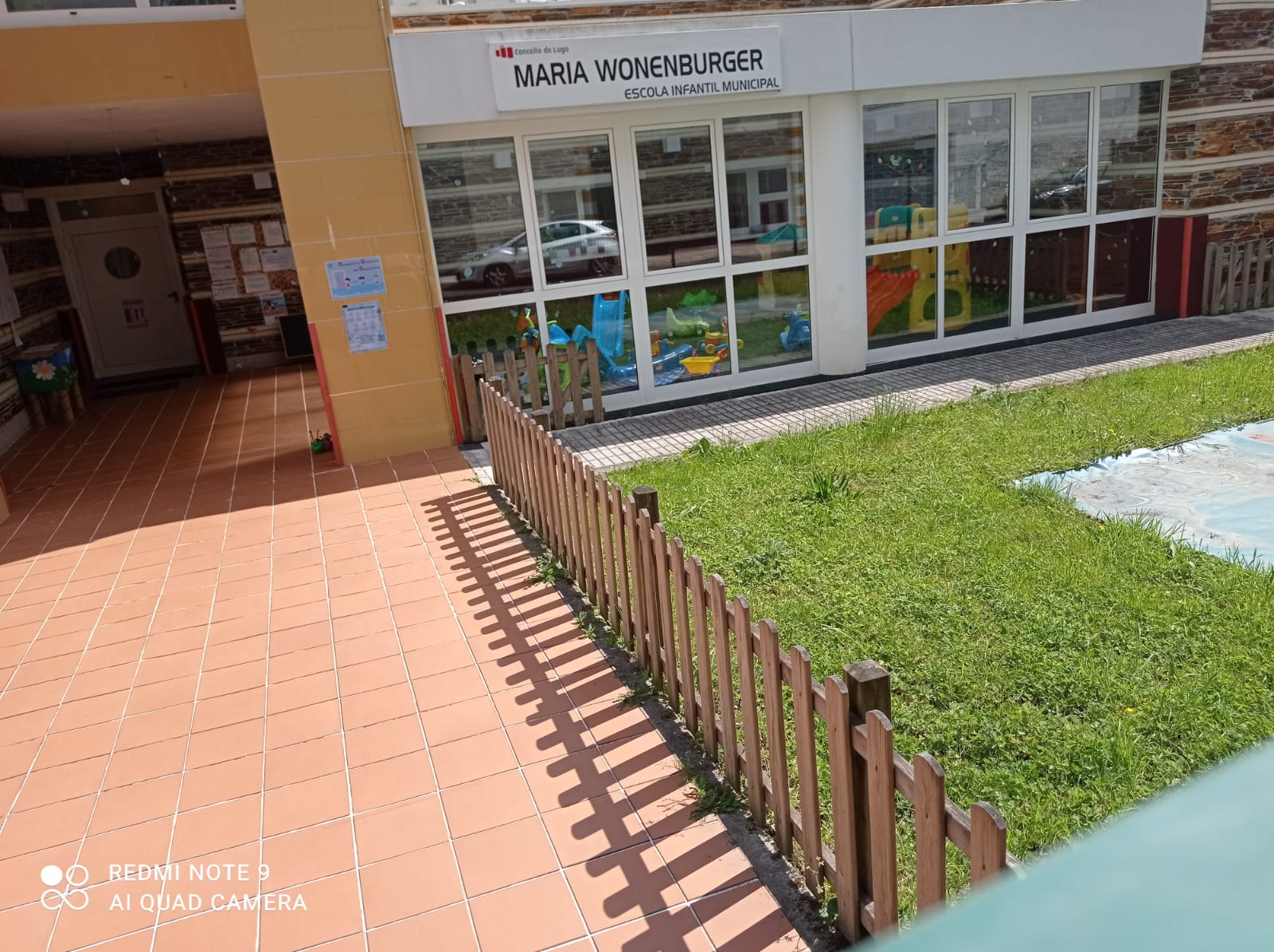
María Wonenburger Escola Infantil Municipal in Lugo, 2021

- 2007: Ehrenmitglied der Royal Spanish Mathematical Society
- 2010 wurde ihr als erster Wissenschaftlerin die Ehrendoktorwürde der Universidad de La Coruña verliehen[8][9][10]
- 2012: Einweihung eines ihr gewidmeten Parks in ihrer Heimatstadt A Coruña
- 2014: Einweihung der María Wonenburger Straße in der Stadt A Coruña am 14. Oktober 2014

## Veröffentlichungen (Auswahl)
- Transformations which are products of two involutions. J. Math. Mech. 16, S. 327–338, 1966.
- Simultaneous diagonalization of symmetric bilinear forms. J. Math. Mech. 15, S. 617–622, 1966.
- The automorphisms of the group of similitudes and some related groups. Am. J. Math. 84, S. 600–614, 1962.